# Liste von ehemaligen Gymnasien in Hamburg
Die Liste von ehemaligen Gymnasien in Hamburg enthält staatliche und nicht-staatliche allgemeinbildende Gymnasien, die ehemals in Hamburg bestanden. Aufgenommen werden nur Schulen, die geschlossen oder fusioniert wurden, bzw. die ihren Status als Gymnasium verloren haben. Eine reine Umbenennung oder ein Umzug ist nicht hinreichend für die Aufnahme in die Liste.
Da es sich zum Teil um historische Schulformen handelt, werden auch Schulen mit abweichender Bezeichnung aufgenommen, soweit man an diesen Schulen in Vollzeit und in kürzester Zeit die Hochschulzugangsberechtigung erwerben konnte. Daher umfasst die Liste auch Lyzeen (Mädchengymnasien), Oberrealschulen, Realgymnasien und Wissenschaftliche Oberschulen.
Nicht verzeichnet sind in dieser Liste Abendgymnasien, Wirtschaftsgymnasien, Gesamtschulen, Stadtteilschulen, gymnasiale Oberstufen von Stadtteilschulen, Studienkollegs und weitere Schulformen, die auf anderem Weg zum Abitur führen.

## Gymnasien
| Name                         | Von   | Bis  | Anmerkungen | Bezirk     | Stadtteil     | Lage                   | Bilder  |
| ---------------------------- | ----- | ---- | --- | ---------- | ------------- | ---------------------- | ------- |
| Bismarck-Gymnasium           | 1906  | 1997 | 1933 Bismarck-OR, 1957 Bismarck-Gym. | Eimsbüttel | Eimsbüttel    | Bogenstraße 59         | Commons |
| Caspar-Voght-Gymnasium       | 1929  | 1982 | Gegründet als OR für Mädchen, ab 1957 Gym., 1982 Fusion mit Kirchenpauer-Gym., seit 1989 Ballettschule des Hamburg Ballett                                                          | Mitte      | Hamm          | Caspar-Voght-Straße 54 | Commons |
| Elise-Averdieck-Schule       | 1909  | 1987 | 1911 OL, 1961 Umzug von der Wartenau an Benzenbergweg, 1987 Fusion mit Gym. Hartzloh zum Margaretha-Rothe-Gym.                                                                      | Nord       | Barmbek-Nord  | Benzenbergweg 2        | Commons |
| Ernst-Schlee-Gymnasium       | 1871  | 1997 | 1871 als Altonaer RS für Jungen gegründet, ab 1878 RG, ab 1934 Schlee-Reformschule, ab 1957 Gym.                                                                                    | Altona     | Groß Flottbek | Ohlenkamp 15A          | Commons |
| Gymnasium Borgfelde          | 1974  | 1986 | 1986 in Fusion mit Kirchenpauer-Gym. zu Gym. Hamm aufgegangen, umbenannt zu Louise-Weiss-Gym.                                                                                       | Mitte      | Hamm          | Ebelingplatz 8         | Commons |
| Gymnasium Curschmannstraße   | 1916  | 1988 | Anfangs in der Hansastraße, ab 1928 RS und OR für Mädchen an der Curschmannstr., 1957 Gym., Gebäude wird durch STS Eppendorf genutzt                                                | Nord       | Eppendorf     | Curschmannstraße 39    | Commons |
| Gymnasium Eidelstedter Brook | 1968  | 1971 | 1971 zu GS Schnelsen umgewandelt, 1972 nach Julius Leber benannt, seit 2010 Julius-Leber-Schule (STS)                                                                               | Eimsbüttel | Schnelsen     | Halstenbeker Straße 41 | Commons |
| Gymnasium Göhlbachtal        |       | 1984 | Fusion mit Gymnasium für Mädchen Harburg zu Heisenberg-Gymnasium, Nachnutzung Standort durch Berufsschule (BS 18)                                                                   | Harburg    | Eißendorf     | Göhlbachtal 38         | Commons |
| Gymnasium Hartsprung         | 1975  | 1990 | Nachnutzung der Gebäude durch Französische Schule | Eimsbüttel | Lokstedt      | Hartsprung 23          | Commons |
| Gymnasium Hartzloh           | 1970  | 1987 | 1987 Fusion mit Elise-Averdieck-Schule zum Margaretha-Rothe-Gym. | Nord       | Barmbek-Nord  | Langenfort 5           | Commons |
| Gymnasium Heegen             | 1969  | 1986 | Standort wird von der STS Altrahlstedt nachgenutzt | Wandsbek   | Rahlstedt     | Kielkoppelstraße 16    | Commons |
| Gymnasium Hermelinweg        | 1973  | 1979 | Umwandlung zu GS Farmsen-Berne, heute Erich Kästner Schule (STS) | Wandsbek   | Farmsen-Berne | Hermelinweg 10         | Commons |
| Gymnasium Langenhorn         | 1966  | 2008 | Nachnutzung durch Oberstufe Langenhorn | Nord       | Langenhorn    | Foorthkamp 36          | Commons |
| Gymnasium St. Georg          | 1905  | 2006 | Ab 1908 OR, 1957 Gym., 1966 Verlegung nach Horn (Querkamp), 2006 geschlossen | Mitte      | Horn          | Querkamp 68            | Commons |
| Gymnasium Uhlenhorst-Barmbek | 1907  | 2007 | 1925 OR und Ausbau zum RG, 1937 OS für Jungen, 1957 Gym., 2007 geschlossen, Gebäude zu Wohnungen umgebaut                                                                           | Nord       | Barmbek-Süd   | Osterbekstraße 107     | Commons |
| Heinrich-Heine-Gymnasium     | 1969  |      | Gym. Kieler Straße, 1980 nach Heine benannt, 1983 keine 5. Klasse mehr. (Nicht mit dem Heinrich-Heine-Gym. in Poppenbüttel zu verwechseln.)                                         | Altona     | Altona-Nord   | Eckernförder Straße 70 | Commons |
| Heinrich-Hertz-Realgymnasium | 1907  | 1937 | 1878 als RS, ab 1907 RG, 1937 Fusion mit Lichtwarkschule zur heutigen Heinrich-Hertz-Schule                                                                                         | Eimsbüttel | Eimsbüttel    | Bundesstraße 58        | Commons |
| Hindenburg-Oberschule        | 1906  | 1945 | Gegründet als RS Hamm, 1932 OR, im Krieg zerstört, danach Fusion mit RG des Johanneums, Nutzung des Geländes durch diverse Berufsschulen                                            | Mitte      | Hamm          | Brekelbaums Park 6     | Commons |
| Kirchenpauer-Gymnasium       | 1914  | 1986 | 1986 in Fusion mit Gym. Borgfelde zu Gym. Hamm aufgegangen, umbenannt zu Louise-Weiss-Gymnasium. Gebäude durch Norddeutsche Akademie für Finanzen und Steuerrecht nachgenutzt.      | Mitte      | Hamm          | Hammer Steindamm 129   | Commons |
| Kurt-Tucholsky-Gymnasium     |       | 2010 | Aufbau-Gym., in den 1970er Jahren als Gym. Bahrenfeld gegründet, dann nach Kurt Tucholsky benannt. 2010 zur STS umgewandelt, seit 2020 STS Altona.                                  | Altona     | Altona-Nord   | Eckernförder Straße 70 | Commons |
| Lessing-Gymnasium            | 1875  | 2010 | Lyzeum, 1910 Vollanstalt, später Gym. (am) Schwarzenberg, ab 1973 Lessing-Aufbau-Gym., heute Lessing-STS                                                                            | Harburg    | Harburg       | Am Soldatenfriedhof 21 | Commons |
| Lichtwarkschule              | 1914  | 1937 | Gegründet als RS Winterhude, Reformschule, Fusion mit Heinrich-Hertz-RG zur OS für Jungen am Stadtpark, heute Heinrich-Hertz-Schule                                                 | Nord       | Winterhude    | Grasweg 72–76          | Commons |
| Lohmühlen-Gymnasium          | 1960? | 2010 | Aufbaugym., anfangs an der Wartenau (ehem. Averdieck-Schule), später Umzug in die Bülaustr., 2010 mit HRS Griesstraße zur STS Hamburg-Mitte fusioniert                              | Mitte      | St. Georg     | Bülaustraße 30         | Commons |
| Oberrealschule Uhlenhorst    | 1896  | 1945 | 1900 OR für Mädchen (Averhoffstraße), Fusion mit OfJ Barmbek zum Gym. Uhlenhorst-Barmbek, Nachnutzung des Gebäudes durch Baugewerkschule, HfbK, seit 2018 als Flüchtlingsunterkunft | Nord       | Uhlenhorst    | Averhoffstraße 38      | Commons |
| Realgymnasium des Johanneums | 1876  | 1950 | Gebildet aus RS des Johanneums, erst am Steintor (MKG), ab 1905 Armgartstraße, 1950 Fusion mit Gym. St. Georg, Nachnutzung des Gebäudes durch HAW                                   | Nord       | Hohenfelde    | Armgartstraße 24       | Commons |
| Richard-Wagner-Schule        | 1922  | 1939 | Aufbau-OS, heutige Nutzung durch LI Hamburg | Eimsbüttel | Eimsbüttel    | Felix-Dahn-Straße 7    | Commons |
| Talmud-Tora-Schule           | 1805  | 1942 | Erste jüdische Schule Hamburgs, 1892 RS, 1932 OR, 1942 geschlossen, Mehrzahl der verbliebenen Lehrer und Schüler ermordet                                                           | Eimsbüttel | Rotherbaum    | Grindelhof 30          | Commons |

## Legende
Legende zu den Spalten der Tabelle:
- Name: Name des Gymnasiums zum Zeitpunkt der Auflösung
- Von: Jahr der Gründung in der Traditionsbildung der Schule. Wenn die Schule ihren Status als Gymnasium erst später erlangte, ist dies unter Anmerkungen zu vermerken
- Bis: Jahr der Schließung bzw. der Fusion der Schule.
- Anmerkungen: Vorgängerschulen, Art der Auflösung, etwaige Nachfolgeschulen, Nachnutzung des Gebäudes. Bei nicht-staatlichen Schulen ist der Schulträger zu nennen.
- Stadtteil: Hamburger Stadtteil, in dem sich das Gymnasium zuletzt befand.
- Bezirk: Hamburger Bezirk, in dem sich das Gymnasium zuletzt befand.
- Lage: Anschrift, unter das Gymnasium zuletzt ansässig war. Mit einem Klick auf den Link lässt sich die Lage des Gymnasiums auf Karten anzeigen.
- Bilder: Link auf Wikimedia Commons, soweit dort eine Kategorie vorhanden ist, die Bilder der Gebäude enthält, die durch das Gymnasium genutzt wurden

Verwendete Abkürzungen für die Schulformen:
- Gym.: Gymnasium
- OL: Oberlyzeum
- OR: Oberrealschule
- OS: Oberschule
- RG: Realgymnasium
- RS: Realschule
- STS: Stadtteilschule